# 코리아에프티
코리아에프티 주식회사는 경기도 안성시에 본사를 둔 자동차 부품 기업이다.